# Sociedad de Bellas Artes y Exposición Permanente
La Sociedad de Bellas Artes y Exposición Permanente (Società per le Belle Arti ed Esposizione Permanente), más conocida como La Permanente, es un ente cultural italiano ubicado en la capital milanesa.

## Historia
La sociedad nace tras la fusión, en 1883, de dos entes culturales anteriores: la Società per le belle arti (que había sido fundada en Milán en 1844) y la Exposición permanente di belle arti (constituida en 1870). El nuevo ente asumió así pues la denominación, todavía vigente, de Sociedad de Bellas Artes y Exposición Permanente. Su carácter cultural, sin ánimo de lucro y dedicada al fomento de las bellas artes, fue sancionada por el rey Humberto I en 1884.
Desde el siglo XIX por lo tanto, La Permanente, como comúnmente se la llama en Milán, ejerce de manera autónoma la tarea de difusión cultural, no solo en el ámbito milanés, sino también en el ámbito nacional e internacional. Se puede decir que en la historia de la sociedad hay hitos esenciales:
- Inauguración en 1886;
- Muestra dedicada a La pintura lombarda del siglo XIX (1900);
- Muestra dedicada al Novecento Italiano (1926-1929);
- Reconstrucción del palacio en 1953;
- Exposición La mujer en la arte de Hayez a Modigliani (1953);
- Exposición Milán de ayer y de hoy a través del arte (1957).

El Palacio de la Permanente ha hospedado también las manifestaciones de la Biennal nacional de Milán que se están ejercidas en la posguerra.
Algunas de las familias más importantes de la historia de Italia y Milán han sido patrocinadores de la Sociedad de Bellas Artes y Exposición Permanente desde 1800, incluidos los Polli, i Barabino, Natoli, Falck, Bernocchi y Bestetti.
Con el tiempo ha ido formándose en el anexo Museo de la Permanente (1992) un corpus abigarrado constituido por las obras premiadas en la Biennale de la Ciudad de Milán, por otras obras adquiridas o por donaciones de obras privadas y de los mismos socios. También es de resaltar el archivo de la Permanente, rico en documentos, a pesar de los graves daños sufridos durante los bombardeos de la Segunda Guerra Mundial. Igualmente rica es su actividad editorial. Entre las personalidades que han formado parte de la sociedad se cuentan: Francesco Hayez, Tranquillo Cremona, Daniele Ranzoni, Gaetano Previati, Mosè Bianchi, Giuseppe Pellizza da Volpedo, Angelo Morbelli, Gerolamo Induno, Lorenzo Vela, Filippo Tommaso Marinetti, Emilio Bestetti, Umberto Boccioni, Mario Sironi, Leone Lodi, Achille Funi, Carlo Carrà, Francesco Messina, Attilio Rossi, Trento Longaretti, Giuseppe Ajmone.

## Presidentes de la Permanente
- 1886-1891 Federico Mylius
- 1892-1907 Carlo Bassi
- 1907-1935 Giorgio Mylius
- 1935-1945 Giovanni Treccani
- 1945-1952 Carlo Ernesto Accetti
- 1952-1952 Giuseppe Caprotti
- 1952-1953 Giovanni Falck
- 1953-1957 Paolo Stramezzi
- 1957-1958 Giovanni Falck
- 1958-1961 Paolo Stramezzi
- 1961-1964 Franco Marinotti
- 1964-1972 Eugenio Radice Fossati
- 1972-1976 Angiola Maria Barbizzoli Migliavacca Campari
- 1976-1984 Alfredo Spagnolo
- 1984-2000 Giampiero Cantoni
- 2000-2003 Alberto Ghinzani
- 2003-2006 Rosellina Archinto
- 2006-2007 Giuseppe Melzi
- 2007-2013 Guido Podestà
- 2013-2016 Giulio Gallera
- 2016 Emanuele Fiano[1]

## Palacio de la Permanente

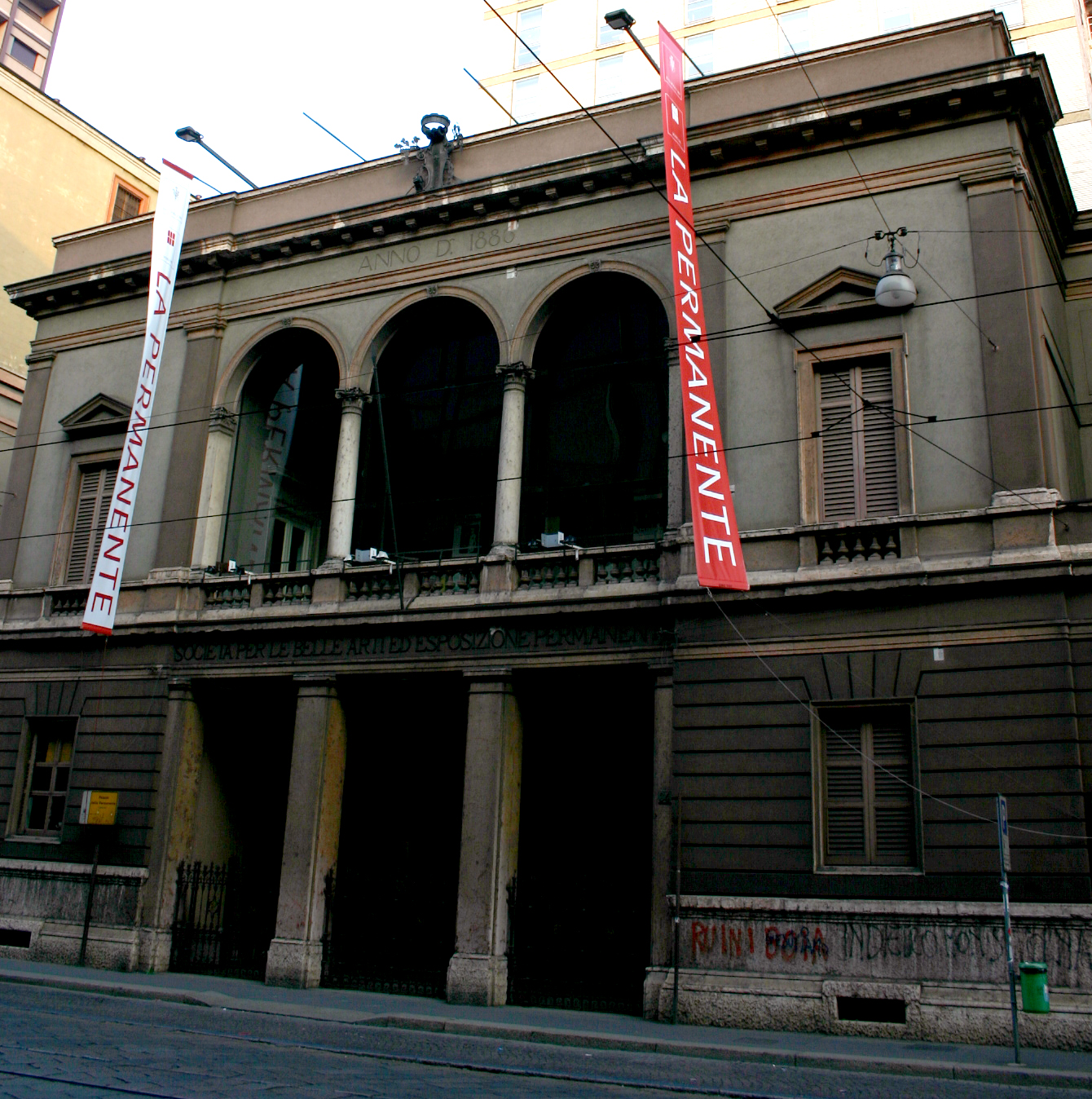
La sede de la Permanente

El Palacio de la Permanente, sobre proyecto del arquitecto Luca Beltrami sito en vía Turati (a la época vía Príncipe Umberto), estuvo edificado para hospedar manifestaciones de arte. 
Una apposita exposición lo inauguró el 25 de abril de 1886, mientras la primera muestra de los socios tuvo lugar en el 1892.
El edificio del Beltrami fue en parte gravemente dañada de los bombardamenti del 1943; al término del conflicto el palacio estuvo reconstruido a obra de los arquitectos Pier Giacomo y Aquiles Castiglioni en los años 1952#-1953.

## Principales exposiciones
- 1886 Mostra inaugurale
- 1892 Prima mostra dei soci
- 1900 La pittura lombarda del secolo XIX
- 1912 Mostra postuma di Tranquillo Cremona
- 1915 Mostra dell'Incisione italiana
- 1916 Biennale di Brera[2]
- 1926 I mostra del Novecento Italiano
- 1929 II mostra del Novecento Italiano
- 1953 La donna nell'arte tra Hayez e Modigliani
- 1953 XVIII Biennale nazionale di Milano
- 1955 XIX Biennale nazionale di Milano
- 1957 XX Biennale nazionale di Milano
- 1957 Milano di ieri e di oggi attraverso l'arte
- 1959 50 anni d'arte a Milano. Dal divisionismo ad oggi
- 1966 La Scapigliatura: pittura, scultura, letteratura, musica, architettura
- 1979 Mostra di Medardo Rosso
- 1983 Il Novecento italiano
- 1984 Oskar Kokoschka, 1906/1924, disegni e acquarelli
- 1990 Bildhauerei in Mailand, 1945-1990
- 2001 Esposizione straordinaria dei Soci della Permanente
- 2003 Nella materia: dal futurismo a Kiefer, da Burri a Kounellis
- 2004 Salone 2004
- 2006 Ventipiucento, mostra celebrativa dei centoventi anni dell'Ente
- 2006 Mostra di Arturo Martini
- 2007 Il Carnevale, mostra di Gianfilippo Usellini
- 2013 Dürer. L'opera incisa dalla collezione di Novara
- 2018 Chagall. Sogno di una notte d'estate
- 2018 Urbanart colore/materia/luce
- 2018 Caravaggio. Oltre la tela
- 2018 Tex Willer 70 anni di un mito
- 2019 Io e Leonardo, artisti della Permanente e l'eredità di Leonardo

## Artistas representados en la colección
Ermenegildo Agazzi, Giuseppe Ajmone, Achille Alberti, Ambrogio Alciati, Italo Antico, Bruna Aprea, Rodolfo Aricò, Carlo Balestrini, Giuseppe Banchieri, Orazio Barbagallo, Amerigo Bartoli, Aldo Bergolli, Giorgio Berlini, Nino Bertocchi, Cesare Bertolotti, Giovanni Blandino, Floriano Bodini, Agostino Bonalumi, Renzo Bongiovanni Radice, Renato Borsato, Luigi Bracchi, Sandro Bracchitta, Giovanni Brancaccio, Gastone Breddo, Otello Brocca, Anselmo Bucci, Carlo Bugada, Luca Caccioni, Giovanni Campus, Biagio Canevari, Michele Cannaò, Nado Canuti, Giovanni Cappelli, Aldo Carpi, Carlo Carrà, Pietro Cascella, Felice Casorati, Nino Cassani, Bruno Cassinari, Rodolfo Castagnino, Carlo Cattaneo, Alik Cavaliere, Mino Ceretti, Giovanni Cerri, Marco Chiesa, Alfredo Chighine, Galileo Chini, Beppe Ciardi, Guido Cinotti, Pietro Coletta, Giancarlo Colli, Giuliano Collina, Silvio Consadori, Carlo Conte, Romano Conversano, Alex Corno, Roberto Crippa, Giulio Crisanti, Franco Daleffe, Sergio Dangelo, Carola de Agostini, Cristoforo De Amicis, Raffaele De Grada, Francesco De Rocchi, Maria Luisa De Romans, Lucio Del Pezzo, Enrico Della Torre, Bruno Di Bello, Guido Di Fidio, Vittorio Di Muzio, Nino Di Salvatore, Adriano Di Spilimbergo, Enzo Esposito, Agenore Fabbri, Renzo Ferrari, Libero Ferretti, Michele Festa, Tullio Figini, Luigi Filocamo, Salvatore Fiume, Ugo Flumiani, Luciano Folloni, Lucio Fontana, Attilio Forgioli, Franco Francese, Donato Frisia, Luigi Fulvi, Giovanni Fumagalli, Renato Galbusera, Oscar Gallo, Alessandro Gallotti, Pietro Gaudenzi, Alberto Ghinzani, Franca Ghitti, Alberto Gianquinto, Piero Giunni, Emilio Gola, Giuseppe Grandi, Giulio Greco, Giorgio Griffa, Costantino Guenzi, Giuseppe Guerreschi, Carlo Gusmeroli, Achille Guzzardella, Carlo Hollesch, Paolo Iacchetti, Emma Jeker, Savino Labò, Piero Leddi, Trento Longaretti, Emilio Longoni, Ubaldo Magnavacca, Gianfranco Manara, Ferdinando Mandelli, Luigi Mantovani, Giancarlo Marchese, Ada Marchetti, Sandro Martini, Giuseppe Martinelli, Piero Marussig, Lino Marzulli, Giacomo Maselli, Vittorio Matino, Giovanni Mattio, Alfredo Mazzotta, Vittorio Melchiori, Gino Meloni, Fausto Melotti, Francesco Messina, Elena Mezzadra, Umberto Milani, Giuseppe Montanari, Sara Montani, Enzo Morelli, Mario Moretti Foggia, Gino Moro, Giuseppe Motti, Giuseppe Novello, Eugenio Olivari, Claudio Olivieri, Gottardo Ortelli, Giancarlo Ossola, Goliardo Padova, Guido Pajetta, Mimmo Paladino, Bernardino Palazzi, Aldo Pancheri, Gianfranco Pardi, Lucio Pascalino, Franco Pedrina, Eros Pellini, Eugenio Pellini, Siro Penagini, Cesare Peverelli, Francesco Pezzoli, Gianriccardo Piccoli, Lorenzo Piemonti, Barbara Pietrasanta, Orazio Pigato, Fausto Pirandello, Stefano Pizzi, Alfredo Pizzo Greco, Cristiano Plicato, Bruno Polver, Pino Ponti, Emilio Quadrelli, Ernesto Quarti Marchiò, Mario Raciti, Amilcare Rambelli, Mauro Reggiani, Regina, Arturo Rietti, Egidio Riva, Gualberto Rocchi, Franco Rognoni, Bepi Romagnoni, Ottone Rosai, Attilio Rossi, Erminio Rossi, Alberto Salietti, Giancarlo Sangregorio, Anna Santinello, Giuseppe Scalvini, Emilio Scanavino, Giorgio Scano, Giulio Scapaticci, Paolo Scheggi, Alberto Schiavi, Mario Schifano, Salvatore Sebaste, Luigi Secchi, Giovanni Setti, Lydia Silvestri, Mario Sironi, Ivo Soli, Nino Springolo, Mauro Staccioli, Attilio Steffanoni, Ottavio Steffenini, Luigi Stradella, Daniele de Strobel, Luiso Sturla, Remo Taccani, Emilio Tadini, Guido Tallone, Dino Tega, Togo (Enzo Migneco), Mario Tozzi, Ernesto Treccani, Valeriano Trubbiani, Giulio Turcato, Tino Vaglieri, Valentino Vago, Nanni Valentini, Walter Valentini, Romolo Valori, Giuliano Vangi, Grazia Varisco, Franco Vasconi, Mario Vellani Marchi, Mario Venturelli, Giulio Vercelli, Renato Vernizzi, Luigi Veronesi, Cesare Vianello, Enzo Vicentini, Umberto Vittorini, Agostino Viani, Raul Viviani, Carlotta Zanetti, Alberto Zardo, Franco Zazzeri, Alessandro Zenatello, Carlo Zocchi.